# Nomenclatura IUPAC dei composti organici
Nella nomenclatura chimica, la nomenclatura IUPAC dei composti organici è un metodo sistematico per nominare i composti chimici organici come raccomandato dall'Unione Internazionale della Chimica Pura e Applicata (IUPAC). Tale metodo è pubblicato nel libro Nomenclature of Organic Chemistry (chiamato comunemente "il libro blu" (the Blue Book)). Esiste anche una nomenclatura IUPAC dei composti inorganici.
Idealmente, ogni possibile composto chimico dovrebbe avere un nome da cui sia possibile creare una formula di struttura univoca. Per evitare nomi eccessivamente lunghi in ordinarie discussioni, le regole di denominazione ufficiale IUPAC non sempre vengono seguite nella pratica, tranne quando sia necessario fornire un nome univoco ed assoluto ad un composto. I nomi IUPAC possono risultare talvolta più semplici di quelli tradizionali, come con etanolo invece di alcol etilico. Per molecole relativamente semplici, però, possono essere compresi più facilmente dei nomi non-sistematici, che devono essere imparati o controllati di volta in volta. Ciononostante, il nome tradizionale è spesso sostanzialmente più corto ed evidente e, quindi, preferito. Questi nomi non-sistematici derivano spesso da una sorgente originaria del composto. Inoltre, nomi troppo lunghi possono essere meno chiari rispetto alle formule di struttura.

## Principi di base
In chimica, un certo numero di prefissi, suffissi ed infissi vengono utilizzati per descrivere il tipo e la posizione dei gruppi funzionali nel composto.
I passi da seguire per denominare un composto organico sono:
1. Identificazione della catena idrocarburica principale; questa catena deve obbedire alle seguenti regole, in ordine di precedenza:
  1. Deve avere il maggior numero di gruppi funzionali sostituenti con suffisso (il gruppo funzionale originario dovrebbe avere un suffisso, a differenza, ad esempio degli alogenuri). Se è presente più di un gruppo funzionale, si dovrebbe utilizzare prima, nella nomenclatura, quello con precedenza maggiore.
  2. Deve avere il maggior numero di legami multipli.
  3. Deve avere il maggior numero di legami singoli.
  4. Deve avere la lunghezza maggiore.
2. Identificazione del gruppo funzionale principale, se c'è, con il maggior ordine di precedenza.
3. Identificazione delle catene laterali. Le catene laterali sono catene carboniose che non sono nella catena principale, ma si ramificano da essa.
4. Identificazione dei gruppi funzionali rimanenti, se ci sono, e loro denominazione tramite i loro prefissi ionici (ad esempio idrossi per il gruppo -OH, ossi per =O, ecc.). Catene laterali diverse e gruppi funzionali diversi saranno raggruppati insieme in ordine alfabetico (i prefissi di-, tri-, ecc. non sono presi in considerazione nel raggruppamento alfabetico. Ad esempio, etil viene prima di diidrossi o dimetil, dato che la "e" in etil precede alfabeticamente la "i" in diidrossi e la "m" in dimetil; come si è visto, il prefisso "di-" non viene considerato in nessun caso). Quando sono presenti sia catene laterali che gruppi funzionali, questi dovrebbero essere scritti insieme in un unico gruppo e non in due gruppi separati.
5. Identificazione di doppi / tripli legami.
6. Numerazione della catena. Questa viene effettuata numerando inizialmente la catena in entrambi i sensi (da sinistra a destra e da destra a sinistra), e scegliendo quindi la numerazione che rispetta le seguenti regole, in ordine di precedenza:
  1. Ha il localizzante (o i localizzanti) con numero più basso per il gruppo funzionale sostituente. I localizzanti sono i numeri sui carboni ai quali il sostituente è legato direttamente.
  2. Ha i localizzanti con numero più basso per i legami multipli (in un legame multiplo, il localizzante è il numero minore tra i numeri dei due carboni adiacenti).
  3. Ha i localizzanti con numero più basso per i prefissi.
7. Numerazione dei vari sostituenti e dei legami con i loro localizzanti. Se ci sono più di uno stesso sostituente / doppio legame, si aggiunge un prefisso a mostrare quanti ce ne sono (2 di-, 3 tri-, 4 tetra-, ecc.).

I numeri per quel tipo di catena laterale saranno raggruppati in ordine crescente e scritti prima del nome della catena laterale. Se ci sono due catene laterali con lo stesso carbonio alfa, il numero verrà scritto due volte (ad esempio, 2,2-trimetil-). Se ci sono sia doppi che tripli legami, "en" (doppio legame) va scritto prima di "in" (triplo legame). Quando il gruppo funzionale principale è un gruppo funzionale terminale (un gruppo che può esistere solo alla fine di una catena, come i gruppi formile e carbossile), non c'è bisogno di numerarlo.
Aggiunta della punteggiatura:
- Tra i numeri vanno poste delle virgole (ad esempio, 2 2 3 diventa 2,2,3).
- Parole successive vengono fuse in un'unica parola (ad esempio, trimetil eptano diventa trimetileptano).
- Tra un numero ed una parola vanno posti dei trattini (ad esempio, 2,2,3 trimetileptano diventa 2,2,3-trimetileptano).

Esempio
Si prenda, come esempio, la seguente molecola:
Per semplicità, di seguito è rappresentata la stessa molecola con gli atomi di idrogeno della catena principale omessi e gli atomi di carbonio indicati dai rispettivi localizzanti:
Ora, per nominare la molecola si seguono i passaggi successivi:
1. La catena idrocarburica principale ha 23 atomi di carbonio; verrà chiamata tricosa-.
2. I gruppi funzionali con la precedenza maggiore sono i due gruppi chetone (=O):
  1. I gruppi sono sugli atomi di carbonio 3 e 9; dato che ce ne sono due, verranno chiamati 3,9-dione.
  2. La numerazione della molecola si basa sui gruppi chetone. Quando si numera da sinistra a destra, i due gruppi sono in posizione 3 e 9; quando si numera da destra a sinistra, i gruppi si trovano sui carboni 15 e 21. Essendo 3 minore di 15, la numerazione va effettuata da sinistra a destra.
3. Le catene laterali sono due etili sui carboni 4 e 8 ed un butile sul carbonio 12.
  - I due etili verranno chiamati 4,8-dietil-.
  - Le catene laterali saranno chiamate insieme 12-butil-4,8-dietil.
4. I gruppi funzionali secondari sono: un idrossile sul carbonio 5, un cloro sul carbonio 11, un metossile sul carbonio 15 ed un bromo sul carbonio 18; insieme alle catene laterali, si otterrà il nome (in ordine alfabetico) 18-bromo-12-butil-11-cloro-4,8-dietil-5-idrossi-15-metossi.
5. Ci sono due doppi legami, uno tra i carboni 6 e 7 ed uno tra i carboni 13 e 14. Dovrebbero essere chiamati 6,13-diene, ma la presenza del triplo legame tra i carboni 19-20 cambia la denominazione dei doppi legami in 6,13-dien; il triplo legame verrà nominato 19-ino.
6. La denominazione finale sarà, quindi: 18-bromo-12-butil-11-cloro-4,8-dietil-5-idrossi-15-metossitricosa-6,13-dien-19-ino-3,9-dione.

- Idrocarburi -

## Alcani
Sono costituiti da uno scheletro lineare o ramificato di atomi di carbonio, tutti aventi ibridazione sp3; hanno formula generale CnH2n+2.
Gli alcani a catena lineare prendono tutti il suffisso "-ano", mentre il prefisso dipende dal numero di atomi di carbonio della catena. I primi venti sono:
| Numero carboni | 1      | 2      | 3       | 4         | 5         | 6       | 7        | 8        | 9        | 10    |
| Prefisso       | Met-   | Et-    | Prop-   | But-      | Pent-     | Es-     | Ept-     | Ott-     | Non-     | Dec-  |
| Numero carboni | 11     | 12     | 13      | 14        | 15        | 16      | 17       | 18       | 19       | 20    |
| Prefisso       | Undec- | Dodec- | Tridec- | Tetradec- | Pentadec- | Esadec- | Eptadec- | Ottadec- | Nonadec- | Icos- |

Ad esempio, l'alcano più semplice è il metano, CH4, mentre l'alcano con nove atomi di carbonio, CH3(CH2)7CH3, è chiamato nonano. Il nome dei primi quattro alcani deriva, rispettivamente, da metanolo, etere, acido propionico ed acido butirrico. Gli altri sono nominati con un prefisso numerico greco, con l'eccezione del nonano, che ha un prefisso latino, e dell'undecano e del tridecano, che hanno prefisso misto.
Gli alcani ciclici hanno formula generale CnH2n, come quella degli alcheni. Per la nomenclatura, si riprende il nome dell'alcano corrispondente, a cui viene semplicemente aggiunto il prefisso "ciclo-": per esempio, C4H8 è il ciclobutano e C6H12 è il cicloesano.

## Nomenclatura degli alcani
La nomenclatura IUPAC stabilisce le seguenti regole per la denominazione di un alcano:
| | esempio                                                               |
| - individuare la più lunga catena ininterrotta di atomi di carbonio nella struttura; tale catena costituirà la base del nome in funzione del numero di atomi di carbonio che possiede (1: metano, 2: etano, 3: propano, 4: butano, 5: pentano, 6: esano, 7: eptano, 8: ottano, 9: nonano, 10: decano, 11: undecano, etc.) NB i primi quattro elementi della serie hanno nomi propri dovuti a ragioni storiche, proseguendo invece si fa riferimento ai numeri greci per indicare la lunghezza della catena. Se sono presenti più catene di uguale lunghezza si consideri quella con più sostituenti | 5 atomi: pentano                                                      |
| - numerare gli atomi della catena sequenzialmente partendo da una delle estremità; verrà scelta l'estremità facente sì che gli atomi che recano ramificazioni (uno o più legami con altri atomi di carbonio) abbiano i numeri più bassi possibile. Se sono presenti ramificazioni a distanza uguale dagli atomi agli estremi si consideri la seconda ramificazione più vicina | da sinistra a destra: 2,2,4 --> ok da destra a sinistra: 2,4,4 --> no |
| - nominare le ramificazioni in modo analogo alla catena principale, sostituendo però il suffisso -ano con il suffisso -il (pertanto 1: metil, 2:etil, 3: propil, etc.) - raggruppare le ramificazioni scrivendole in ordine alfabetico (es 3-metil-4-propil e non 4-propil-3-metil) e, qualora ne compaia più di una dello stesso tipo nella formula, indicarne la molteplicità tramite l'opportuno prefisso (di-, tri-, tetra-, etc.) | 3 gruppi CH3: tri-metil-                                              |
| - il nome è costituito dall'elenco delle ramificazioni precedute dal numero di ogni atomo della catena principale che le ospita, seguito dal nome della catena principale. Il nome va scritto come un'unica parola e si ricordi che i prefissi di-, tri- ecc. non concorrono all'ordine alfabetico dei sostituenti. | 2,2,4-trimetilpentano                                                 |
| - in alcuni rari casi è possibile che un sostituente a sua volta si ramifichi. In questi casi il sostituente va nominato seguendo le regole precedenti considerandolo una catena a parte. Successivamente il gruppo andrà inserito tra parentesi nel nome indicando il numero del carbonio legato (es. 3-(1-isopropil) metileptano) |                                                                       |

## Nomenclatura degli alcheni
Sono costituiti da uno scheletro lineare oppure ramificato di atomi di carbonio nel quale almeno una coppia di atomi di carbonio presenta un'ibridazione sp2 e a ciascuno dei quali è legato il massimo numero di atomi di idrogeno.
La nomenclatura IUPAC degli alcheni segue regole simili a quella degli alcani, tuttavia occorre evidenziare alcune differenze:
- quando si individua la catena principale della molecola, questa deve includere i due atomi di carbonio coinvolti nel doppio legame.
- il nome che viene dato alla catena principale è simile a quanto previsto per gli alcani, ma il suffisso -ano viene sostituito dal suffisso -ene (etene, propene, butene, pentene, esene, eptene, ottene, etc.)
- nel numerare la catena principale, dovrà essere assegnato ai due atomi di carbonio coinvolti nel doppio legame il numero più basso possibile.

             but-1-ene                          2-metil-but-2-ene
- quando ognuno dei due atomi coinvolti nel doppio legame ha legati a sé due sostituenti diversi, l'alchene presenta isomeria geometrica. Per distinguere i due isomeri si fa ricorso ai prefissi cis-, quando i due sostituenti più ingombranti di ogni atomo si trovano sul medesimo lato del doppio legame, e trans-, quando i due sostituenti più ingombranti di ogni atomo si trovano sui lati opposti del doppio legame. (Esempi alle pagine isomeria e formula chimica).

Gli alcheni che possiedono più di un doppio legame nella loro catena principale sono detti polieni. In particolare i polieni che possiedono due doppi legami sono detti dieni mentre quelli che ne possiedono tre sono detti trieni.
La nomenclatura IUPAC dei polieni segue le stesse regole di quella degli alcheni con piccole differenze:
- quando si individua la catena principale della molecola, questa deve includere il massimo numero di atomi di carbonio coinvolti in un doppio legame.
- il nome che viene dato alla catena principale è simile a quanto previsto per gli alcani, ma il suffisso -ano viene sostituito da un suffisso composto da una "-a-", la posizione dei doppi legami, il numero di doppi legami presenti nella catena e dal suffisso -ene (buta-1,3-diene, esa-1,3,5-triene)
- nel numerare la catena principale, il numero più basso possibile dovrà essere assegnato a due atomi di carbonio coinvolti in uno dei doppi legami presenti nella molecola.

## Nomenclatura degli alchini
Sono costituiti da uno scheletro lineare oppure ramificato di atomi di carbonio nel quale almeno una coppia di atomi di carbonio presenta un'ibridazione sp1 e a ciascuno dei quali è legato il massimo numero di atomi di idrogeno.
La nomenclatura IUPAC degli alchini segue regole simili a quella degli alcani, tuttavia occorre evidenziare alcune differenze:
- quando si individua la catena principale della molecola, questa deve includere i due atomi di carbonio coinvolti nel triplo legame.
- il nome che viene dato alla catena principale è simile quanto previsto per gli alcani, ma il suffisso -ano viene sostituito dal suffisso -ino (etino, propino, butino, pentino, esino, eptino, ottino, etc.)
- nel numerare la catena principale, il numero più basso possibile dovrà essere assegnato ai due atomi di carbonio coinvolti nel triplo legame.
- nel caso il composto contenga sia un doppio che un triplo legame si usa il suffisso -enino e la numerazione di questa catena inizia dall'estremità più prossima ad un legame multiplo (doppio o triplo che sia), ma nel caso di posizioni equivalenti si assegna il numero inferiore al doppio legame.

## Priorità e Gruppi Funzionali
| Prioritá                                          | Specie Chimica     | Formula        | Prefisso (sostituente) | Suffisso            |
| 1                                                 | Acidi Carbossilici | R-COOH         | carbossi-              | Acido …-oico        |
| 2                                                 | Anidridi           | R-CO-O-CO-R    |                        | Anidride …-oica     |
| 3                                                 | Esteri             | R-COOR’        | alcossicarbonil-       | …-oato di …-ile     |
| 4                                                 | Tioesteri          | R-S-CO-R’      | alchiltiocarbonil-     | …-tioato            |
| 5                                                 | Alogenuri Acilici  | R-CO-Alogeno   | alocarbonil-           | Alogenuro di -…oile |
| 6                                                 | Ammidi             | R-CONH2        | carbamoil-             | …-ammide            |
| 7                                                 | Nitrili            | R-CN           | ciano-                 | …-onitrile          |
| 8                                                 | Aldeidi            | R-CHO          | osso-/formil-          | …-ale               |
| 9                                                 | Chetoni            | R-CO-R’        | osso-                  | …-one               |
| 10                                                | Fenoli             | Ph-OH          | idrossi-               | …-olo               |
| 11                                                | Alcoli             | R-OH           | idrossi-               | …-olo               |
| 12                                                | Tioli              | R-SH           | mercapto-              | …-tiolo             |
| 13                                                | Ammine             | R-NH2          | ammino-                | …-ammina            |
| 14                                                | Immine             | R-C=NH         | immino-                | …-immina            |
| 15                                                | Eteri              | R-OR'          | alcossi-               | etere               |
| 16                                                | Solfuri            | -SR            | alchiltio-             | solfuro             |
| 17                                                | Disolfuri          |                |                        | disolfuro           |
| 18                                                | Alchini            | triplo legame  |                        | ...-ino             |
| 19                                                | Alcheni            | doppio legame  |                        | ...-ene             |
| 20                                                | Alcani             | legame singolo |                        | ...-ano             |
| Gruppi Subordinati: senza un ordine preferenziale |                    |                |                        |                     |
|                                                   | Azidi              |                | azido                  |                     |
|                                                   | Alogenuri          |                | alo                    |                     |
|                                                   | Nitro              | -NO2           | nitro                  |                     |